# Colcarteria
Colcarteria es un género de arañas araneomorfas de la familia Desidae. Se encuentra en  Australia en Nueva Gales del Sur.

## Lista de especies
Según The World Spider Catalog 12.0:
- Colcarteria carrai Gray, 1992
- Colcarteria kempseyi Gray, 1992
- Colcarteria yessabah Gray, 1992